# FA Cup 1879-1880
La FA Cup 1879-80 fu la nona edizione del torneo calcistico più vecchio del mondo. Vi presero parte 54 compagini, undici in più dell'anno precedente.

## Calendario della competizione
| Turni            | Date                             | Partite disputate | Club  | Nuove partecipanti |
| ---------------- | -------------------------------- | ----------------- | ----- | ------------------ |
| Primo Turno      | 25 ottobre/25 novembre 1879      | 26 (21 giocate)   | 54→28 | 54                 |
| Secondo Turno    | 23 novembre 1879/24 gennaio 1880 | 13 (12 giocate)   | 28→15 | -                  |
| Terzo Turno      | 17 gennaio/4 febbraio 1880       | 5 (4 giocate)     | 15→10 | -                  |
| Quarto Turno     | 7/19 febbraio 1880               | 5                 | 10→5  | -                  |
| Quarti di Finale | 21 febbraio/15 marzo 1880        | 2                 | 5→3   | -                  |
| Semifinale       | 27 marzo 1880                    | 1                 | 3→2   | -                  |
| Finale           | 10 aprile 1880                   | 1                 | 2→1   | -                  |

## Primo Turno
| Squadra locale    | Punteggio                                       | Squadra ospite        | Data             |
| ----------------- | ----------------------------------------------- | --------------------- | ---------------- |
| Maidenhead        | 3-1                                             | Calthorpe             | 25 ottobre 1879  |
| Blackburn Rovers  | 5-1                                             | Tyne Association      | 1 novembre 1879  |
| Eagley            | 0-1                                             | Darwen                | 1 novembre 1879  |
| Gresham           | 3-0                                             | Kildare               | 1 novembre 1879  |
| Mosquitoes        | 3-1                                             | St. Peter's Institute | 1 novembre 1879  |
| Pilgrims          | 5-2                                             | Clarence              | 1 novembre 1879  |
| South Norwood     | 4-2                                             | Brentwood             | 1 novembre 1879  |
| Turton            | 7-0                                             | Brigg                 | 1 novembre 1879  |
| Marlow            | 1-1                                             | Oxford University     | 6 novembre 1879  |
| Acton             | 0-4                                             | Old Carthusians       | 8 novembre 1879  |
| Clapham Rovers    | 7-0                                             | Romford               | 8 novembre 1879  |
| Finchley          | 0-2                                             | Old Harrovians        | 8 novembre 1879  |
| Grey Friars       | 2-1                                             | Hanover United        | 8 novembre 1879  |
| Hendon            | 1-1                                             | Old Foresters         | 8 novembre 1879  |
| Hotspur           | 1-1                                             | Argonauts             | 8 novembre 1879  |
| Nottingham Forest | 4-0                                             | Notts County          | 8 novembre 1879  |
| Stafford Road     | 2-0                                             | Wednesbury Strollers  | 8 novembre 1879  |
| Royal Engineers   | 2-0                                             | Cambridge University  | 13 novembre 1879 |
| Herts Rangers     | 2-1                                             | Minerva               | 15 novembre 1879 |
| Remnants          | 1-1                                             | Upton Park            | 15 novembre 1879 |
| Rochester         | 0-6                                             | Wanderers             | 15 novembre 1879 |
| Birmingham        | Qualificata per ritiro dell'avversaria          | Panthers              |                  |
| Henley            | Qualificata per ritiro dell'avversaria          | Reading               |                  |
| Old Etonians      | Qualificata per ritiro dell'avversaria          | Barnes                |                  |
| Sheffield         | Qualificata per ritiro dell'avversaria          | Queen's Park          |                  |
| West End          | Qualificata per ritiro dell'avversaria          | Swifts                |                  |
| Aston Villa       | Qualificata automaticamente al turno successivo |                       |                  |
| Providence        | Qualificata automaticamente al turno successivo |                       |                  |

### Replay
| Squadra locale    | Punteggio | Squadra ospite | Data             |
| ----------------- | --------- | -------------- | ---------------- |
| Oxford University | 1-0       | Marlow         | 10 novembre 1879 |
| Argonauts         | 0-1       | Hotspur        | 15 novembre 1879 |
| Old Foresters     | 2-2       | Hendon         | 15 novembre 1879 |
| Upton Park        | 5-2       | Remnants       | 25 novembre 1879 |

### Secondo Replay
| Squadra locale | Punteggio | Squadra ospite | Data             |
| -------------- | --------- | -------------- | ---------------- |
| Hendon         | 3-1       | Old Foresters  | 22 novembre 1879 |

## Secondo Turno
| Squadra locale    | Punteggio                                       | Squadra ospite    | Data             |
| ----------------- | ----------------------------------------------- | ----------------- | ---------------- |
| Henley            | 1-3                                             | Maidenhead        | 23 novembre 1879 |
| Blackburn Rovers  | 3-1                                             | Darwen            | 6 dicembre 1879  |
| Stafford Road     | 1-1                                             | Aston Villa       | 13 dicembre 1879 |
| Turton            | 0-6                                             | Nottingham Forest | 13 dicembre 1879 |
| West End          | 1-0                                             | Hotspur           | 13 dicembre 1879 |
| Sheffield         | 3-3                                             | Providence        | 15 dicembre 1879 |
| Clapham Rovers    | 4-0                                             | South Norwood     | 20 dicembre 1879 |
| Gresham           | 0-9                                             | Grey Friars       | 20 dicembre 1879 |
| Mosquitoes        | 1-7                                             | Hendon            | 20 dicembre 1879 |
| Royal Engineers   | 4-1                                             | Upton Park        | 23 dicembre 1879 |
| Wanderers         | 1-0                                             | Old Carthusians   | 10 gennaio 1880  |
| Oxford University | 6-0                                             | Birmingham        | 19 gennaio 1880  |
| Pilgrims          | Qualificata per ritiro dell'avversaria          | Herts Rangers     |                  |
| Old Etonians      | Qualificata automaticamente al turno successivo |                   |                  |
| Old Harrovians    | Qualificata automaticamente al turno successivo |                   |                  |

### Replay
| Squadra locale | Punteggio | Squadra ospite | Data             |
| -------------- | --------- | -------------- | ---------------- |
| Sheffield      | 3-0       | Providence     | 29 dicembre 1879 |
| Aston Villa    | 3-1       | Stafford Road  | 24 gennaio 1880  |

## Terzo Turno
| Squadra locale    | Punteggio                                       | Squadra ospite   | Data            |
| ----------------- | ----------------------------------------------- | ---------------- | --------------- |
| Pilgrims          | 0-7                                             | Clapham Rovers   | 17 gennaio 1880 |
| Old Etonians      | 3-1                                             | Wanderers        | 24 gennaio 1880 |
| Nottingham Forest | 6-0                                             | Blackburn Rovers | 31 gennaio 1880 |
| Royal Engineers   | 2-0                                             | Old Harrovians   | 4 febbraio 1880 |
| Oxford University | Qualificata per ritiro dell'avversaria          | Aston Villa      |                 |
| Grey Friars       | Qualificata automaticamente al turno successivo |                  |                 |
| Hendon            | Qualificata automaticamente al turno successivo |                  |                 |
| Maidenhead        | Qualificata automaticamente al turno successivo |                  |                 |
| Sheffield         | Qualificata automaticamente al turno successivo |                  |                 |
| West End          | Qualificata automaticamente al turno successivo |                  |                 |

## Quarto Turno
| Squadra locale    | Punteggio | Squadra ospite | Data             |
| ----------------- | --------- | -------------- | ---------------- |
| Old Etonians      | 5-1       | West End       | 7 febbraio 1880  |
| Clapham Rovers    | 2-0       | Hendon         | 14 febbraio 1880 |
| Oxford University | 1-0       | Maidenhead     | 14 febbraio 1880 |
| Royal Engineers   | 1-0       | Grey Friars    | 18 febbraio 1880 |
| Nottingham Forest | 2-2       | Sheffield      | 19 febbraio 1880 |

## Quarti di Finale
| Squadra locale    | Punteggio                                       | Squadra ospite  | Data             |
| ----------------- | ----------------------------------------------- | --------------- | ---------------- |
| Old Etonians      | 0-1                                             | Clapham Rovers  | 21 febbraio 1880 |
| Oxford University | 1-1                                             | Royal Engineers | 5 marzo 1880     |
| Nottingham Forest | Qualificata automaticamente al turno successivo |                 |                  |

### Replay
| Squadra locale    | Punteggio | Squadra ospite  | Data          |
| ----------------- | --------- | --------------- | ------------- |
| Oxford University | 1-0       | Royal Engineers | 15 marzo 1880 |

## Semifinale
| Squadra locale    | Punteggio                                       | Squadra ospite    | Data          |
| ----------------- | ----------------------------------------------- | ----------------- | ------------- |
| Oxford University | 1-0                                             | Nottingham Forest | 27 marzo 1880 |
| Clapham Rovers    | Qualificata automaticamente al turno successivo |                   |               |

## Finale
| Squadra locale | Punteggio | Squadra ospite    | Data           |
| -------------- | --------- | ----------------- | -------------- |
| Clapham Rovers | 1-0       | Oxford University | 10 aprile 1880 |